# Diane James
Diane James, née le 20 novembre 1959 à Bedford, est une femme politique britannique. Indépendante, elle est membre de 2011 à 2016 et est élue dirigeante du Parti pour l'indépendance du Royaume-Uni (UKIP) sans prendre ses fonctions.

## Biographie
Diplômée de l'université de Thames Valley, Diane James est pendant 30 ans analyste financière dans le secteur de la santé.
Elle est élue députée européenne britannique à l'issue des élections européennes de mai 2014.
Le 16 septembre 2016, elle est élue dirigeante de l’UKIP, dont elle était jusque-là vice-présidente. Elle présente sa démission 18 jours plus tard sans avoir jamais pris ses fonctions .
En novembre 2016, elle annonce quitter l'UKIP et le groupe ELDD en déclarant : « Ces dernières semaines, ma relation avec le parti a été de plus en plus difficile et je pense qu'il est temps de passer à autre chose ». Elle critique également le manque de soutien de l'exécutif du parti quand elle en était la présidente. En conséquence, Nigel Farage, président par intérim de l'UKIP et coprésident du groupe ELDD, déclare que sa décision est « un autre acte d'égoïsme irrationnel » et réclame sa démission de son mandat de députée européenne. Cependant, Diane James décide de continuer à siéger au Parlement européen en qualité d'indépendante parmi les non-inscrits pour, dit-elle, servir sa circonscription « efficacement et avec diligence ». En décembre 2018, elle revient au sein du groupe ELDD et n'est pas réélue au Parlement européen en mai 2019.